# 本山親茂
本山 親茂（もとやま ちかしげ）は、戦国時代から安土桃山時代にかけての武将。長宗我部氏の家臣。元の名を貞茂（さだしげ）といい、長宗我部氏へ臣従後に親茂と改名。

## 生涯
土佐国中部を支配した土佐七雄に数えられる本山氏の当主。父本山茂辰は長宗我部氏と長年争っており、土佐国西部の大名・一条氏による和睦の取り成しで長宗我部国親の娘を娶り、親茂は嫡男として誕生した。
それでも、長宗我部氏との争いは収まらず、永禄3年（1560年）5月の長浜の戦いでの敗北後は、本山氏は押される一方であった。親茂は永禄5年（1562年）9月16日から9月18日までの長宗我部元親との鴨部の宮前の決戦で奮戦して勝利し、敵方の将兵511人を討ち取る活躍をみせた。しかし、長宗我部氏の攻勢は続き、朝倉城や居城の本山城を失ってからは、瓜生野原（瓜生野城）にて篭城し何度も寄せ手を撃退するが、永禄7年（1564年）には父・茂辰が病死し、元亀2年（1571年）になって遂に降伏した。
その後、元親に気に入られて一字を与えられ親茂と名乗り、一門衆に加えられ、元親の嫡男・長宗我部信親の家老として仕える。その後、長宗我部氏の伊予進出で活躍している。四国征伐により長宗我部氏が豊臣氏に臣従すると、天正14年（1586年）、豊臣秀吉の九州征伐に元親・信親父子は参陣し、親茂もその配下として同行した。同年12月の戸次川の戦いで軍監・仙石秀久の作戦失敗により、島津勢に囲まれた親茂は主君・信親と共に奮戦するも両者共に討ち取られた。享年42。